# Luesma
Luesma ist ein spanischer Ort und eine Gemeinde (municipio) mit nur noch 41 Einwohnern (Stand: 2024) im Süden der Provinz Saragossa in der Autonomen Gemeinschaft Aragonien. Die Gemeinde gehört zur bevölkerungsarmen Serranía Celtibérica.

## Lage und Klima
Luesma liegt ca. 75 Kilometer südsüdwestlich der Provinzhauptstadt Saragossa in einer Höhe von ca. 945 m am Río Herrera. 
Das Klima ist gemäßigt bis warm; Regen (ca. 467 mm/Jahr) fällt übers Jahr verteilt.

## Bevölkerungsentwicklung
| Jahr      | 1970 | 1981 | 1991 | 2001 | 2011 | 2021 |
| Einwohner | 37   | 29   | 29   | 21   | 51   | 40   |

Die Mechanisierung der Landwirtschaft, die Aufgabe bäuerlicher Kleinbetriebe und der damit verbundene Verlust von Arbeitsplätzen führten in der zweiten Hälfte des 20. Jahrhunderts zu einem deutlichen Rückgang der Bevölkerungszahl (Landflucht).

## Sehenswürdigkeiten
- Kirche Unserer Lieben Frau (Iglesia de Nuestra Señora de la Junquera)
- Christopheruskapelle (Ermita de San Cristóbal)

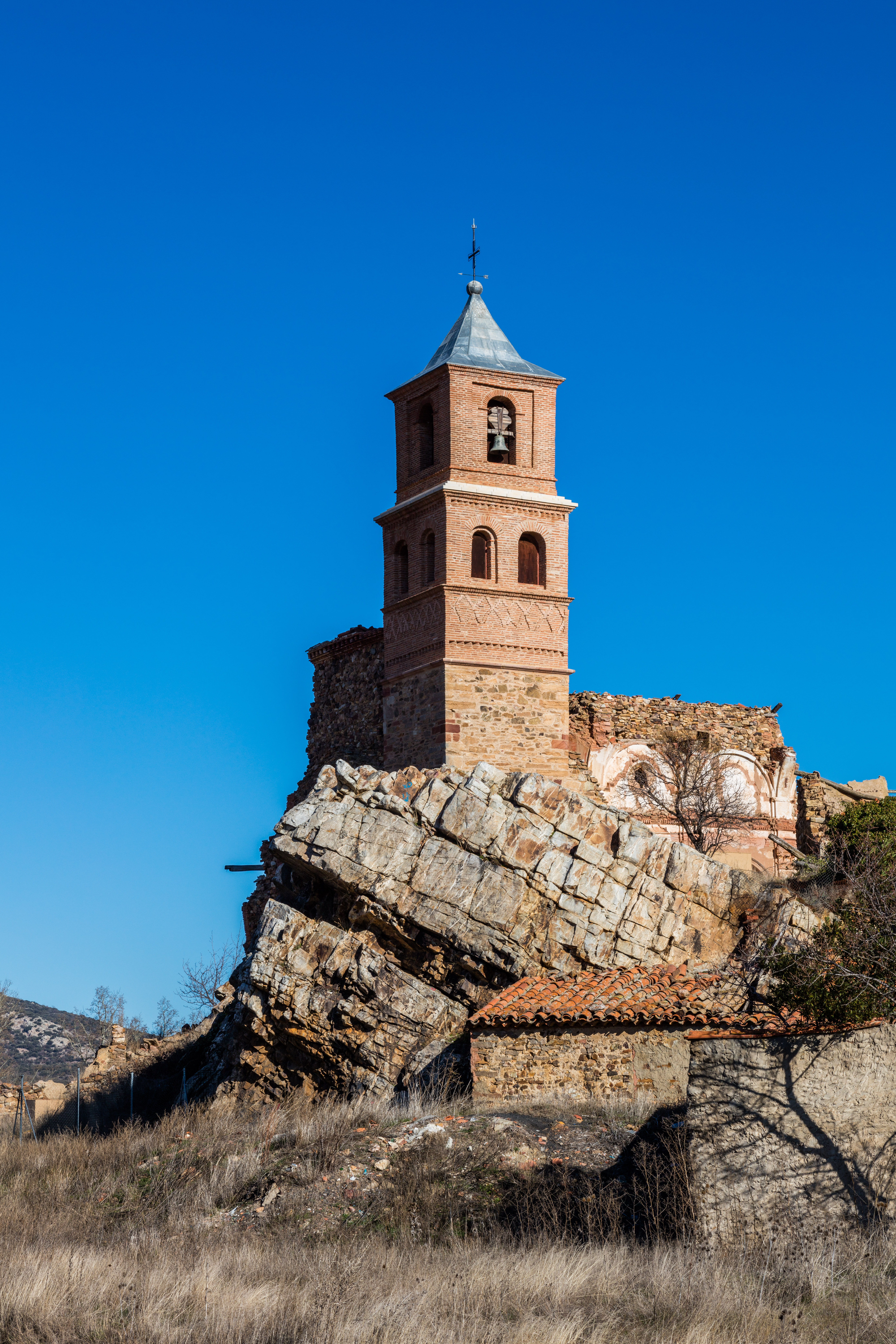
Kirche Unserer Lieben Frau von La Junquera